# 11094 Куба
11094 Ку́ба (11094 Cuba) — астероїд головного поясу, відкритий 10 серпня 1994 року.
Тіссеранів параметр щодо Юпітера — 3,198.